# Кутиноэрабу (вулкан)
Кутиноэрабу (яп. 口永良部島), также известен под названием Кутиерабу, Кутиноэрабу, Куциноэрабу — комплекс вулканов, состоящий из 9 стратовулканов.
Находится на юге Японии в префектуре Кагосима на одноимённом острове в составе архипелага Осуми. Остров целиком входит в состав национального парка Кирисима-Яку. В современный период подтверждено около 3 десятков фактов вулканической активности Кутиноэрабу. 29 мая 2015 г началось очередное извержение. В радиусе трех километров от вулкана происходит разброс крупных камней и кусков лавы. Кутиноэрабу продолжает выбрасывать столбы пепла и дыма на высоту до 9 км.